# Gare de Hennecourt
La gare d'Hennecourt était une gare ferroviaire française de la ligne de Neufchâteau à Épinal, située sur le territoire de la commune d'Hennecourt, dans le département des Vosges en région Grand-Est.

## Situation ferroviaire
Établie à 337 mètres d'altitude, la gare d'Hennecourt était située au point kilométrique (PK) 111,4xx de la ligne de Neufchâteau à Épinal, à double voie, constituante est de la ligne 24 (aujourd'hui numérotée 030), entre les gares de Dompaire (fermée) et de Bocquegney (fermée).

## Histoire
Accolée au passage à niveau, la gare fut dotée de quais en 1914. Elle connut un trafic voyageurs toujours croissant, desservant également les villages voisins de Damas, Gorhey et Circourt, et permettait le transport de fruits et légumes vers Épinal. Le quartier était animé par deux cafés, disparus, et le carrefour des Maisons Rouges traversée par la Nationale 66 reliant Bar-le-Duc et Bâle. À sa fermeture en 1989, la gare était desservie à la demande par les autorails caravelles, fréquentée par quelques occasionnels ou navetteurs travaillant sur Épinal.

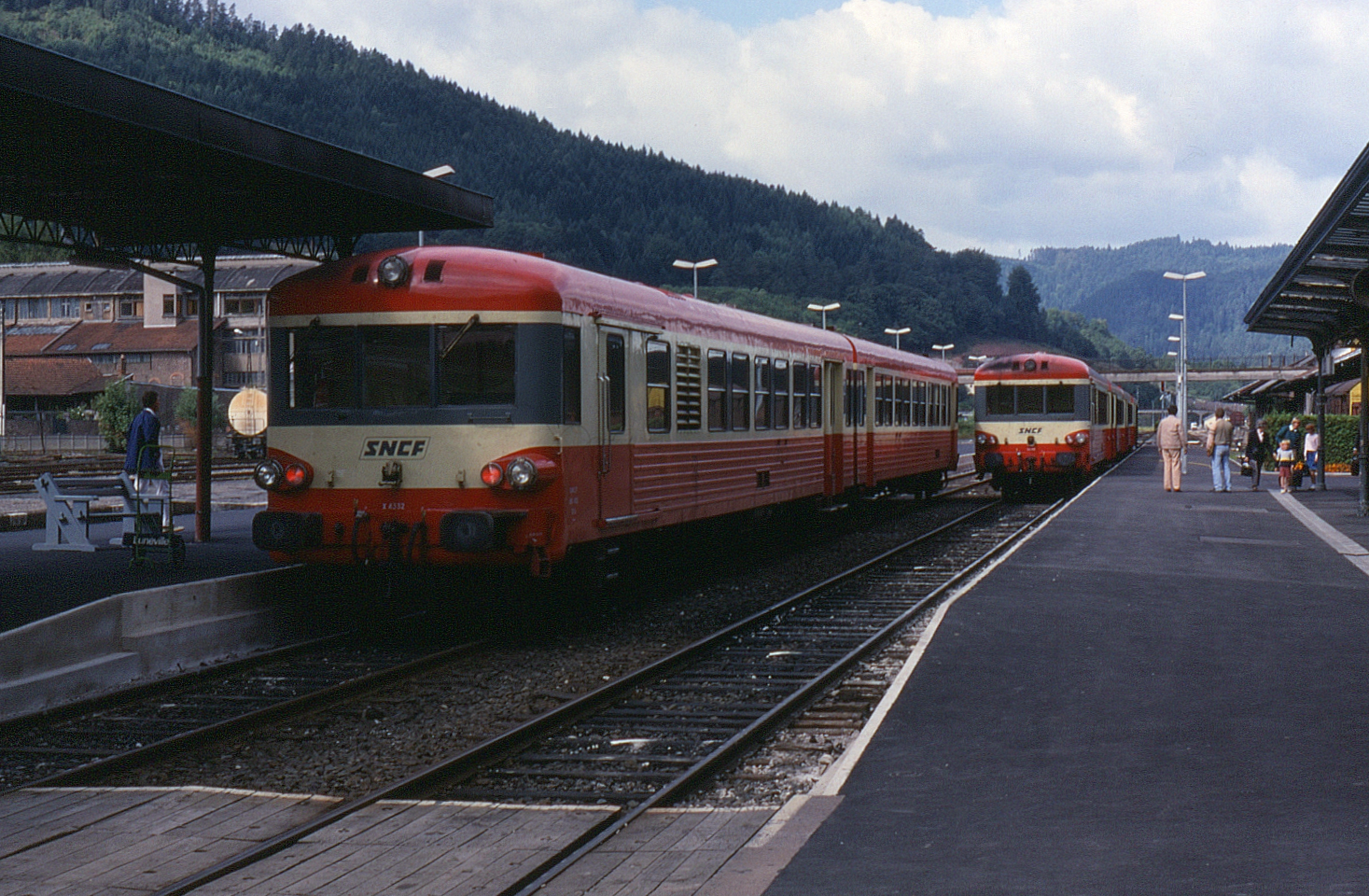
Deux X4300 (Caravelles) garés à Saint-Dié-des-Vosges, août 1989.

La section de ligne, entre la gare d'Épinal (gare ouverte la plus proche) et la gare d'Hymont-Mattaincourt, fermée le 29 mai 1989, est déferrée et tantôt laissée en friche, tantôt convertie en route bétonnée servant à la desserte locale et à la promenade entre Darnieulles et Dompaire, parallèlement à la D166 passée en 2x2 voies d'Uxegney à Dompaire.

## Service des voyageurs
Il n'y a plus de desserte ferroviaire, les gares les plus proches sont Épinal, Thaon et Châtel-Nomexy. Des lignes de cars scolaires desservent la commune (88SEP04). La ligne de cars régionaux Fluo n°88R010 qui reprend le tracé de la ligne (Neufchâteau ↔ Mirecourt ↔ Épinal) ne dessert aucun arrêt entre Madonne-et-Lamerey, Dompaire et Darnieulles.